# Kommandant der Seeverteidigung Tromsö
Der Kommandant der Seeverteidigung Tromsö, kurz Seekommandant Tromsö, war ein regionaler Küstenbefehlshaber der deutschen Kriegsmarine im Zweiten Weltkrieg, dessen Stabssitz sich in der Hafenstadt Tromsø befand.

## Geschichte

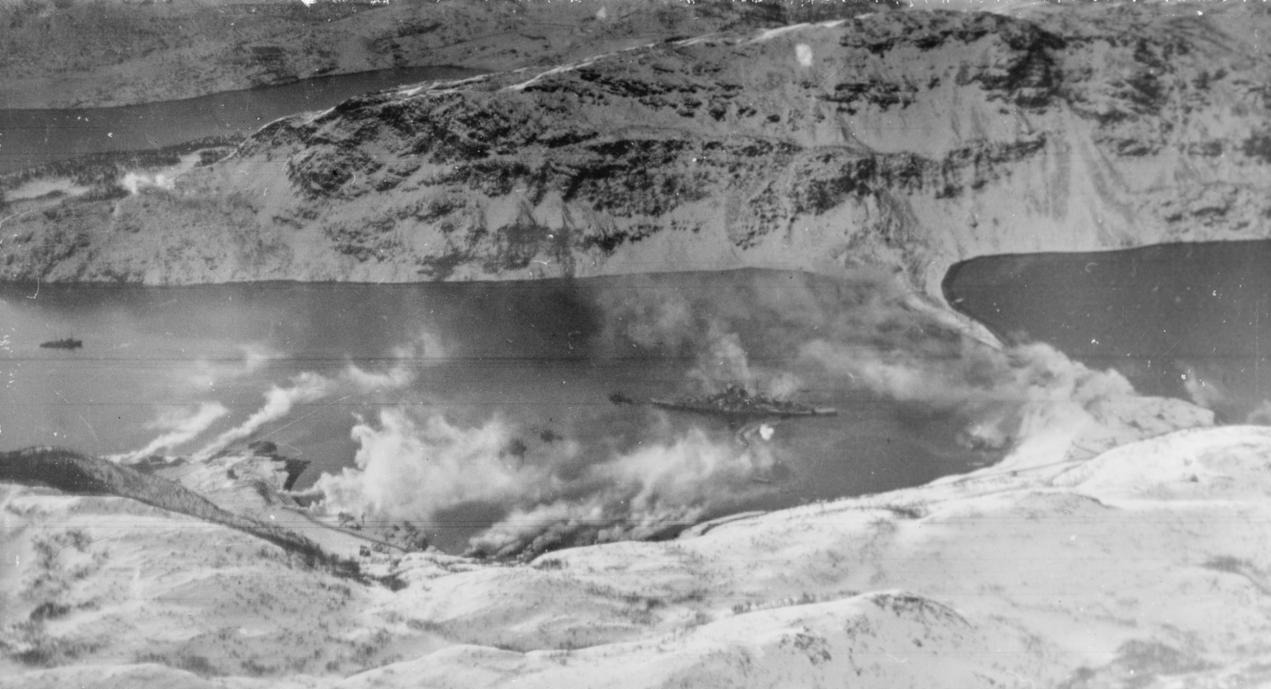
Schlachtschiff Tirpitz teilweise vernebelt im Kåfjord

Nach der deutschen Besetzung Norwegens im Juli 1940 richtete die Kriegsmarine die Dienststelle Kommandant der Seeverteidigung Polarküste ein, die zunächst dem Admiral der norwegischen Nordküste unterstand und im August 1940 in den neu geschaffenen Bereich des Admirals der norwegischen Polarküste wechselte, welcher ebenfalls den Sitz in Tromsö hatte. Gleichzeitig erhielt die Dienststelle ihre neue Bezeichnung Seekommandant Tromsö.
Der Befehlsbereich des Seekommandanten reichte von der Grenze zwischen Finnland und Russland im Norden bis zum Finnfjordbotn im Süden. Während des Krieges wurde zunächst der Bereich des Seekommandanten Kirkenes (März 1941), dann der Bereich des Seekommandanten Hammerfest (März 1942) und schließlich Teile des Bereichs des Seekommandanten Harstad (Januar 1945) ausgegliedert. Die benachbarte Seekommandantur im Süden war Narvik.

## Unterstellte Dienststellen und Verbände

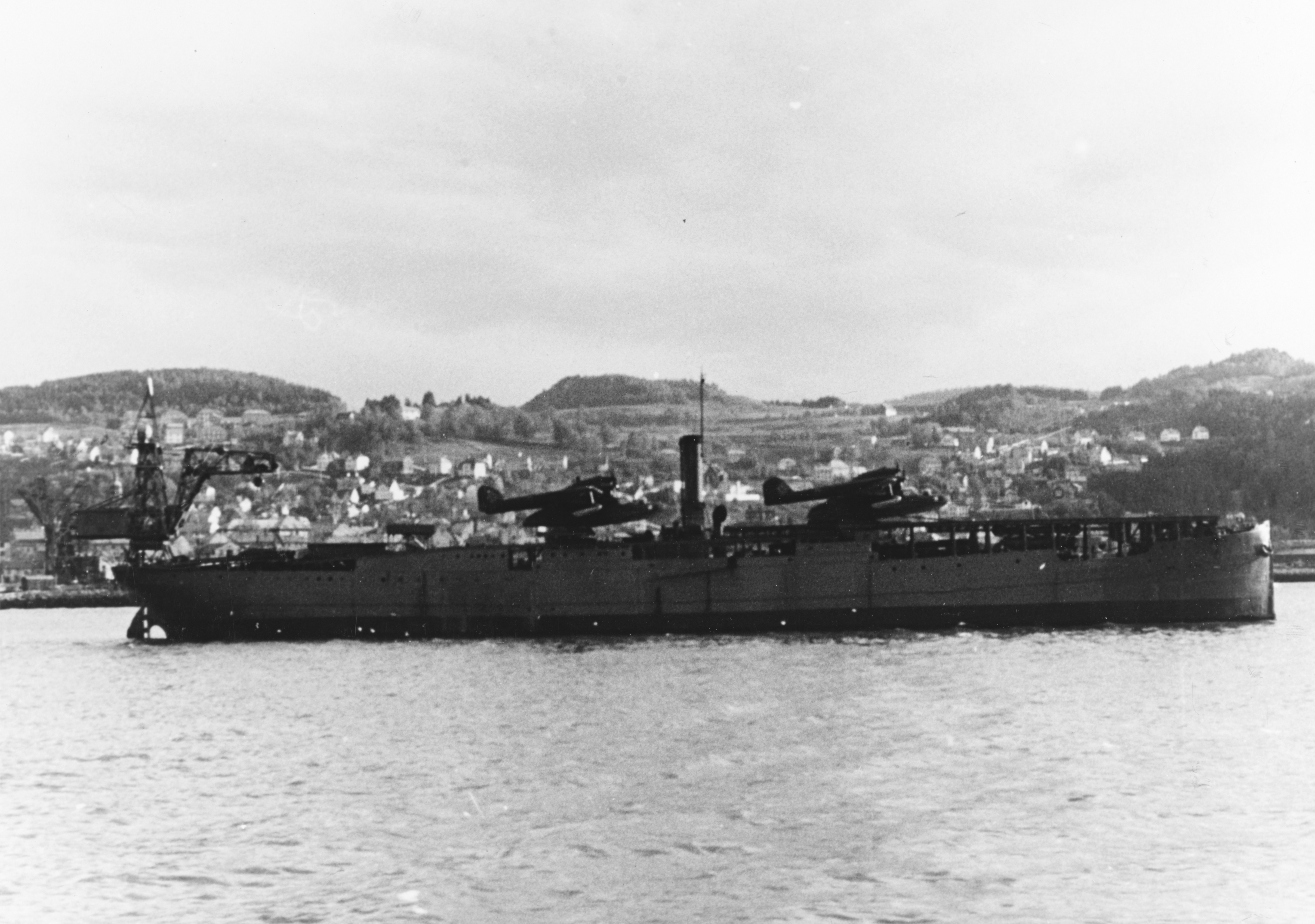
Das deutsche Katapultschiff Westfalen im Hafen von Tromsö 1943

Dem Seekommandanten waren folgende Verbände und Dienststellen unterstellt:
- Hafenkapitän/-kommandant Tromsø
- Hafenkapitän/-kommandant Hammerfest (bis März 1942)
- Hafenkapitän Alta (bis März 1942)
- Hafenkapitän Kirkenes, bis März 1941, dann Seekommandant Kirkenes
- Hafenkapitän/-kommandant Vardø (bis März 1941)
- Marineartillerieabteilung 512 (Tromsø/Tromsdalen)
- Marineartillerieabteilung 513 (Raum Vardø, bis März 1941)

- 5. Landungsflottille (November 1944 – April 1945)
- 8. Landungsflottille (ab September 1944)
- Marineflakabteilung 710 (Bogenbucht) ab Oktober 1944
- Marineausrüstungsstelle Tromsø
- 2. Küstensicherungsverband (Im Juni 1944 durch Teilung des Küstensicherungsverbands Norwegische Polarküste gebildet)[2]

Das Marineartilleriezeugamt Tromsö unterstand direkt dem Admirals der norwegischen Polarküste.

## Seekommandanten
Folgende Offiziere hatten den Dienstposten des Seekommandanten Tromsö inne:
- Kapitän zur See Hermann von Bredow, Juli – September 1940, zunächst als Kommandant der Seeverteidigung Polarküste
- Kapitän zur See Wolfgang Jerchel, September 1940 – Oktober 1942, ehemaliger Seekommandant Kristiansand-Süd, später letzter Seekommandant Saloniki und einziger Seekommandant Nordgriechenland, Kommandant der Seeverteidigung Ost- und Westpreußen und Seekommandant Ostpreußen
- Kapitän zur See Wilibald Schmidt, Oktober 1942 1940 – November 1943, ehemaliger Seekommandant Bergen
- Kapitän zur See Gottfried Krüger, November 1943 – Februar 1945, ehemaliger Leiter Abteilung Nachrichtenauswertung (3/Skl)
- Kapitän zur See Hans Georg Zimmer, Februar 1945 bis Auflösung der Dienststelle